# Gaillardia pulchella
Gaillardia pulchella Foug., 1788 è una pianta erbacea della famiglia delle Asteracee.